# Зуєвич Сергій Сергійович
Сергій Сергійович Зуєвич (нар. 8 липня 1991) — український футболіст, півзахисник.

## Життєпис
Сергій Зуєвич народився 8 липня 1991 року. Вихованець столичної «Зміни-Оболонь». Перший професіональний контракт підписав з київською «Оболоню» в 2007 році, але був одразу ж відданий у друголіговий фарм-клуб киян, «Оболонь-2», кольори якого він захищав з 2007 по 2008 роки. На професіональному рівні дебютував у складі «Оболоні-2» 29 липня 2007 року в виїзному матчі 1-го туру групи А чемпіонату України з футболу серед клубів другої ліги проти клубу «Єдність» (Плиски). «Оболонь» поступилася в тому матчі з рахунком 1:3. Сергій в тому поєдинку вийшов на поле на 90-ій хвилині замість Андрія Будного. Загалом в складі другої команди столичних «пивоварів» у чемпіонатах України зіграв 39 матчів. Решту часу тренувався з головною командою «Оболоні», але виступав переважно в молодіжній першості, в якій відіграв 24 матчі та забив 3 м'ячі. В складі ж дорослої команди «Оболоні» в чемпіонаті України не зіграв жодного матчу. Але 15 серпня 2009 року у складі столичних пивоварів дебютував у 1/16 фіналу кубку України в матчі проти київського ЦСКА. Основний та додатковий час матчу завершився нічийними 3:3. А в серії післяматчевих пенальті з рахунком 2:4 перемогу вирвала «Оболонь». Зуєвич вийшов на поле на 34-ій хвилині замість Олега Мазуренка.
В сезоні 2010/11 років виступав у складі «Єдності» (Плиски). Саме в цьому клубі забив свій перший матч на професіональному рівні. Сталося це 22-му турі виїзного поєдинку групи А другої ліги чемпіонату України проти «Чорноморця-2». В тому поєдинку «Єдність» зазнала розгромної поразки з рахунком 1:5. Зуєвич в тому матчі вийшов у стартовому складі та відіграв усі 90 хвилин, на 14-ій хвилині відзначився єдиним голом за команду з Чернігівщини, крім того на 56-ій хвилині отримав ще й жовту картку. Загалом у футболці «Єдності» зіграв у чемпіонаті україни 8 матчів (1 гол). Крім того виступав у складі аматорського фарм-клубу плисківської команди, «Єдність-2» й допоміг команді стати перемоцем чемпіонату Чернігівської області 2011 року.
З 2012 року виступає в складі ковалівського «Колоса».

## Досягнення

### На професіональному рівні
- Друга ліга чемпіонату України
  -  Переможець (1): 2015-16

### На любительському рівні
- Чемпіонат України серед аматорів:
  -  Бронзовий призер (1): 2015

- Чемпіонат Київської області:
  -  Чемпіон (3): 2012, 2013, 2014

- Чемпіонат Чернігівської області:
  -  Чемпіон (1): 2011

- Кубок Київської області:
  -  Володар (1): 2014

- Суперкубок Київської області:
  -  Володар (3): 2012, 2013, 2014

- Меморіал Олександра Щанова:
  -  Фіналіст (1): 2013

- Меморіал Олега Макарова:
  -  Володар (1): 2015